# شوتینگ گارد

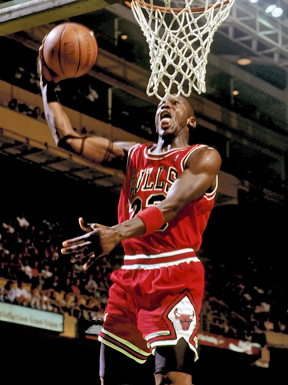
مایکل جردن، بازیکن مشهور شوتینگ گارد ان بی ای

شوتینگ گارد یکی از پنج  پست بسکتبال است. وظیفه شوتینگ گارد امتیازگیری برای تیمش است.
برخی مربیان از شوتینگ گاردهای خود در کار بازیسازی استفاده می‌کنند؛ در بسکتبال به این بازیکنان دو پست می‌گویند. برای مثال، کوبی برایانت به عنوان شوتینگ گارد، بازیکن بازیساز و امتیازآور خوبی بود؛ از دیگر گاردهای دو پست می‌توان از نام‌های دوین وید، آلن آیورسن، جیمز هاردن، جمال کرافورد، رندی فوی و جیسون تری نام برد. به بازیکنی که در دو پست شوتینگ گارد و مهاجم ریزتک بازی می‌کند swingman می‌گویند. از بازیکن‌های قابل توجه swingman (بازیکن‌های نوسانی) می‌توان از جیمی باتلر، تریسی مک‌گریدی، وینس کارتر، جو جانسن، آندره ایگودالا، آندره ویگینز، اوان ترنر و تایرک ایوانز نام برد. در اتحادیه ملی بسکتبال، حدود قد شوتیگ گاردها بین ۶فوت ۴اینچ (۱٫۹۳ متر) تا ۶فوت ۷اینچ (۲٫۰۱ متر) و در اتحادیه ملی بسکتبال زنان ۵فوت ۹اینچ (۱٫۷۵ متر) تا ۶ فوت (۱٫۸۳ متر) است.

## مشخصات و سبک بازی
دست نوشته ی بسکتبال توسط لی رز، شوتینگ گارد را بازیکن همیشه امتیازآور توصیف می‌کند. کتاب اشاره می‌کند که بیشتر شوتیگ گاردها در پرتاب‌های بلند خوب هستند و میانگین ۳۵ تا ۴۰ درصد را در پرتاب‌های ۳ امتیازی دارا اند. در بین این بازیکنان می‌توان از بازیکنانی همچون ری آلن، رجی میلر، کایل کرور، کلی تامپسون و دل کری نام برد.
بیشتر شوتینگ گاردها قدرتی و دارای هیکل ورزشی هستند و قابلیت نفوذ به داخل منطقه رنگی را دارند. از خارق‌العاده‌ترین بازیکن‌ها در این بخش، می‌توان از مایکل جردن، کلاید درکسلر، دوین وید، دمار دروزان و وینس کارتر نام برد.
معمولاً شوتینگ گاردها از پوینت گارد‌ها بلند ترند. در این پست تفاوت در قد بسیار به چشم می‌خورد؛ بسیاری از شوتینگ گاردهای بلندقد در پست مهاجم ریزتک هم بازی می‌کنند. شوتینگ گارد باید بال هندلینگ بالای داشته باشند و توانا بر پاس‌های بادقت باشند، هرچند که پاس دادن جزو وظایف اصلی آن‌ها نیست. آنها در دابل-تیم‌ها شرکت می‌کنند و معمولاً بعد از پوینت گارد بال هندلر دوم تیم هستند و معمولاً پاس منجر به گل کمی دارند.
شوتینگ گاردها باید توانایی امتیازگیری در راه‌های متخلف را دارا باشند، خصوصاً در زمان آخر بازی که دفاع سخت و تنگ‌تر می‌شود. باید درصد پرتاب آزاد آن‌ها عالی باشد؛ این ویژگی آن‌ها سبب دلسردی مدافع برای خطاکردن بر روی آن‌ها می‌شود. به دلیل بالا بودن توانایی‌های تهاجمی شوتینگ گاردها، آن‌ها معمولاً اولویت اول امتیازآوری تیمشان هستند و گاهی حمله پیرامون آن‌ها ساخته می‌شود.
شوتینگ گاردهای خوب معمولاً می‌توانند در مقطعی از بازی به عنوان پوینت گارد نیز بازی کنند. در بسکتبال، افراد پذیرفته‌اند که توپ باید بیشتر در دست پوینت گاردها باشد ولی گاهی شوتینگ گاردها دارای توانایی قابل توجه ای هستند که هر کجا از زمین آن‌ها حضور دارند توپ در آن منقطه است و امتیازگیری بر عهده آن‌ها می‌شود و پوینت گاردها بیشتر به امتیازگیر دوم در حمله تبدیل می‌شوند.